# منطقة بلنسية
منطقة بلنسية (بالإسبانية: Comunidad Valenciana) منطقة تقع في شرق إسبانيا، من سبعة عشر مناطق حكم ذاتي في إسبانيا.
عاصمتها هي مدينة بلنسية، المنطقة مقسمة إلى ثلاث مقاطعات: لقنت، قسطلونة وبلنسية.

## التسمية
عرفت باسم بلنسية أيام الحكم الإسلامي لإسبانيا، وقد مدحها وأثنى على أهلها كثير من شعراء الأندلس من بينهم: ابن مقاتا الأشبوني، وأبو عبد الله محمد الرصافي، وأبو الحسن بن حريق المرسي، وأبو العباس أحمد بن الزقاق. وقد تحدث عن بلنسية الشريف الإدريسي في كتابه: نزهة المشتاق في اختراق الآفاق فذكر أن بلنسية من قواعد الأندلس في مستوى من الأرض عامرة القطر كثيرة التجارة والعمارة، بينها وبين البحر ثلاثة أميال مع النهر الذي يسقي مزارعها.

## التاريخ
شعب منطقة بلنسية قبل العصر الروماني كانوا الإيبيريين، الذين انقسموا إلى عدة مجموعات (الكونتستاني والإيديتاني والإليركافوني والبستيتاني).
أسس الإغريق مستعمرات في المدن الساحلية مثل مرباطر ودانية بدءًا من القرن الخامس قبل الميلاد، وتاجروا واختلطوا بالسكان المحليين من الإيبيريين. بعد نهاية الحرب البونيقية الأولى بين قرطاج وروما في عام 241 قبل الميلاد، التي وضعت حدود النفوذ على نهر إيبرو، احتل القرطاجيون المنطقة بأكملها. نتيجة النزاع حول الهيمنة على مدينة مرباطر، وهي مدينة ساحلية إيبيرية مهلنسة تربطها علاقات دبلوماسية بروما، والتي دمرها هانيبال في عام 219 قبل الميلاد، اشتعلت الحرب البونيقية الثانية، التي انتهت بضم المنطقة إلى الإمبراطورية الرومانية.
أسس الرومان مدينة بلنسية في عام 138 قبل الميلاد، التي تفوقت على مرباطر في الأهمية على مر القرون. بعد سقوط الإمبراطورية الرومانية الغربية خلال غزوات البرابرة في القرن الخامس الميلادي، اجتاح المنطقة أولًا شعب الآلان، ثم حكمها القوط الغربيون، حتى وصول العرب في عام 711، حيث تركوا أثرًا كبيرًا في المنطقة، الذي ما يزال موجودًا في المشهد الثقافي لبلنسية حتى اليوم. بعد سقوط الدولة الأموية في الأندلس، دخلت المنطقة بفترة ملوك الطوائف وتأسست فيها مملكتان رئيسيتان مستقلتان، وهما طائفة بلنسية وطائفة دانية والجزائر الشرقية، إلى جانب ممالك طوائف صغيرة قصيرة العمر مثل أريولة وألبونت وجيريكا وساغونت، إضافة إلى الغزو المسيحي قصير الأمد على يد رودريغو دياث دي بيبار «السّيد».
تعود أصول بلنسية الحالية إلى مملكة بلنسية التي نشأت في القرن الثالث عشر. قاد خايمي الأول ملك أراغون حروب الاسترداد واستعمار ممالك الطوائف الإسلامية الموجودة بالمستعمرين الأراغونيين والكاتالونيين في عام 1208؛ تأسست المملكة باعتبارها مملكة مستقلة ثالثة داخل تاج أراغون في عام 1238.
شهدت المملكة تطورًا متسارعًا في القرنين الرابع عشر والخامس عشر، اللذين يعتبران العصر الذهبي للثقافة البلنسية، إذ ظهرت أعمال بارزة مثل رواية الفروسية «تيرانت الأبيض». تطورت بلنسية لتصبح مملكة مهمة في أوروبا على الصعيد الاقتصادي من خلال تجارة الحرير. اكتسبت أيضًا نفوذًا سياسيًا مع صعود تاج أراغون (إذ حققت مملكة بلنسية أكبر عدد من السكان وأعظم قوة اقتصادية في ذلك الوقت)، إلى جانب صعود أسرة بورجيا البلنسية في روما.
بعد تراجع تدريجي إثر الاتحاد الديناميكي بين تاج أراغون ومملكة قشتالة، انتهى العصر الذهبي لبلنسية نهائيًا بطرد الموريسكيين في عام 1609 على يد النظام المَلَكي الإسباني، ما تسبب في فقدان ما يصل إلى ثلث سكان مملكة بلنسية والاستحواذ على القوة العاملة الزراعية الرئيسية.
في عام 1707، وفي سياق حرب الخلافة الإسبانية، ومن خلال مراسيم نويفا بلانتا، ألغى الملك فيليب الخامس مملكة بلنسية وباقي الدول التابعة لتاج أراغون السابق، التي احتفظت ببعض الاستقلالية، ودمجها ضمن هيكل مملكة قشتالة وقوانينها وعاداتها. نتيجةً لذلك، أُلغيت المؤسسات والقوانين التي أنشأها قانون بلنسية (فورس دي فالنسيا) وحُظر استخدام اللغة البلنسية في المحافل الرسمية وقطاعات التعليم. بصعود أسرة البوربون، تشكلت مملكة إسبانيا الجديدة التي اعتمدت حكومة مركزية ونظامًا مطلقًا أكثر من إسبانيا هابسبورغ السابقة.
تمت أول محاولة لتحقيق الحكم الذاتي أو الحكومة الذاتية لمجتمع بلنسية في إسبانيا الحديثة من خلال الجمهورية الإسبانية الثانية في عام 1936، لكن توقف المشروع بسبب تشكيل الجمهورية الإسبانية الثانية. في عام 1977، بعد فترة إسبانيا الفرانكوية، حصلت بلنسية على حكم ذاتي جزئي مع إنشاء مجلس مجتمع بلنسية (كونسيل ديل باييس فالينثيا)، وفي عام 1982، تم تمديد الحكم الذاتي أخيرًا من خلال قانون الحكم الذاتي (إستاتوت دي أوتونوما) الذي أنشأ عدة مؤسسات حكم ذاتي تحت إدارة جنراليتا فالينثيانا. تولى جوان ليرما، أول رئيس منتخب ديمقراطيًا للجنرال فالنسيانا، منصبه في عام 1982 كجزء من الانتقال إلى الحكم الذاتي.
توضح قوانين الحكم الذاتي أن بلنسية تمثل التصور الحديث للحكم الذاتي للمجتمع ككل، مستلهمةً من الحركات الاستقلالية الأولى خلال الجمهورية الإسبانية الثانية، لكنها أيضًا تربطها بالتصور التقليدي للهوية البلنسية باعتبارها خلفًا لمملكة بلنسية التاريخية. في الواقع، بعد إصلاح ثنائي الحزب لقانون الحكم الذاتي في عام 2006، تم تسجيل القانون المدني الفوري باستخدام التصور التقليدي للمملكة، ومن ناحيةٍ أخرى، الاعتراف ببلنسية كجنسية وفقًا للتصور الحديث.
تأثرت بلنسية بالفيضانات الإسبانية لعام 2024.

## الجغرافيا
تقع بلنسية في شرق إسبانيا، تحدها من الشمال منطقة كتالونيا ومنطقة أراغون، ومن الجنوب منطقة مرسية، ومن الشرق البحر البلياري، ومن الغرب منطقة أراغون ومنطقة كاستيا لا منتشا.
تبلغ مساحة بلنسية 23.255 كم² (ثامن أكبر منطقة من حيث المساحة في إسبانيا).
بلنسية منطقة شهيرة في إسبانيا، تقع شرق مدينتي: تدمير، وقرطبة، وتتصل بزمام إقليم مدينة تدمير. وتقع على خط طول (1) غرباً، وعلى خط عرض 38 شمالاً. وهي مدينة برية بحرية، ذات أشجار وأنهار، وتعرف باسم: مدينة التراب. وتتصل بها مدن تعد في جملتها. والغالب على شجرها: القراصيا، ولا يخلو منها سهل ولا جبل، وينبت في ضواحيها الزعفران، وبينها وبين تدمير مسيرة أربعة أيام.

### الأنهار
أهم أنهار منطقة بلنسية:
- نهر شقورة (Río Segura)
- نهر سينيا (Río Cenia)
- نهر شقر (Río Jucar)
- نهر توريا (Río Turia)
- نهر ميخارس (Río Mijares)
- نهر فينالوبو (Río Vinalopó)
- نهر بالانسيا (Río Palancia)

## التقسيمات الإدارية
تنقسم منطقة بلنسية إلى 3 مقاطعات رئيسية، والتي تنقسم بدورها إلى 542 بلدية. والمقاطعات الثلاثة هي:
| المقاطعة | الاسم بالإسبانية | عدد السكان | عدد البلديات |
| -------- | ---------------- | ---------- | ------------ |
| بلنسية   | Valencia         | 2.581.147  | 266          |
| لقنت     | Alicante         | 1.926.285  | 141          |
| قسطلونة  | Castellón        | 604.274    | 375          |

## التاريخ

### التاريخ الأندلسي لمقاطعة بلنسية
من تاريخ بلنسية القديمة أن الرومان هم الذين أسسوها في عام 139 ق. م. ثم استولى عليها القوط الغربيون عام 413 م ثم استولى عليها طارق بن زياد عام 96هـ -714 م، وأرسى فيها وفي مدائن شاطبة ودانية وساجنتوم قواعد الحكم الإسلامي. ولم يسايروا الإسبان في إطلاق اسم الإشبان على تلك المدينة، بل غيروا بعض حروفه وأدخلوا تعديلا علي رسمه فأصبح "بُلَنْسِية"، وأوردوه بهذا الرسم في مؤلفاتهم التاريخية والجغرافية. وإلى المسلمين في عهد دولتهم بالأندلس يرجع الفضل في ازدهار سهل بلنسية، فقد شقوا على جانبي النهر أو الوادي الأبيض إحدى وثلاثين ترعة، وأجروا منه المياه لري أراضيه كلها بالراحة. وكانوا يسمون هذه الترع السواقي. ودخل هذا الاسم العربي في لغة الإسبان، وبقى ماثلا فيها حتى الآن. وقد كانت في العهد العربي ثالثة مدائن الأندلس في الترتيب بحسب عدد سكانها الذي تجاوز آنذاك ربع مليون نسمة.
وفي بلنسية تأسست مملكة إسلامية عام 401هـ -1010 م على يد اثنين من موالي المنصور بن عامر، ولم يكن عملهما بهذه المملكة يعدو تفقدهما لشئون الري والمحافظة على نظامه في منطقة بلنسية، لكنهما تمردا وأعلنا استقلالهما على أن يكون الحكم شركة فيما بينهما، ولم يلبث أن توفي أحدهما، فأبعد أهلها الآخر عن المدينة، وصارت بلنسية خاضعة لحكم حاكم برشلونة إلى أن استردها عبد العزيز بن عبد الرحمن حفيد المنصور بن عامر. ووقعت بلنسية في القرون التالية تحت سيطرة حكام ملوك الطوائف. ثم المرابطين، ثم الموحدين، إلى أن استردها الفرنجة عام 1238 م بعد استرداد قرطبة بسنتين.